# مون وو جین
مون وو جین (کره‌ای: 문우진؛ زادهٔ ۱۹ فوریه ۲۰۰۹) بازیگر اهل کره جنوبی است. او حرفهٔ خود را در سال ۲۰۱۶ آغاز کرده و از آن زمان تاکنون در فیلم‌ها و مجموعه‌های تلویزیونی بازی کرده است. او در ابتدا به خاطر ایفای نقش در منشی کیم چشه؟ شناخته شد. او همچنین در شبه‌جزیره، بی‌خانمان، یکبار دیگر، مدرسه ۲۰۲۱ و دشمن عزیز من ایفای نقش کرده است.

## فیلم‌شناسی

### فیلم
| سال  | عنوان              | نقش         | توضیحات    | منابع |
| ---- | ------------------ | ----------- | ---------- | ----- |
| ۲۰۲۰ | شبه‌جزیره           | دونگ هوان   |            |       |
| ۲۰۲۲ | مون‌پارک‌جی‌هو        | جی هو       | فیلم کوتاه | [ ۲ ] |
| ۲۰۲۳ | کجا دوست داری بری؟ | پارک هه سو  |            | [ ۳ ] |
| ۲۰۲۴ | هواپیماربایی ۱۹۷۱  | لی هان بونگ |            | [ ۴ ] |
| ۲۰۲۵ | راهبه‌های سیاه      | هی جون      |            | [ ۵ ] |

### مجموعه تلویزیونی
| سال       | عنوان                                   | نقش                     | توضیحات             | منابع         |
| --------- | --------------------------------------- | ----------------------- | ------------------- | ------------- |
| ۲۰۱۶      | گپ سون ما                               | سیاهی‌لشکر               | قسمت‌های ۵۰، ۵۳ و ۵۵ | [ ۶ ]         |
| ۲۰۱۶      | شخصی که شادی می‌بخشد                     | جوانی لی سون وو         |                     |               |
| ۲۰۱۷      | شریک مشکوک                              | جوانی جی اون هیوک       |                     | [ ۷ ]         |
| ۲۰۱۷      | زن ناشناس                               | کودک عصبی               |                     | [ ۸ ]         |
| ۲۰۱۷      | دزد بد، دزد خوب                         | جوانی جانگ مین جه       |                     | [ ۹ ]         |
| ۲۰۱۷      | پادشاه عاشق                             | جوانی وانگ وون          |                     | [ ۷ ]         |
| ۲۰۱۷      | سزاوار نامت زندگی کن                    | جوانی هو ایم            |                     | [ ۱۰ ]        |
| ۲۰۱۷–۲۰۱۸ | مردی در آشپزخانه                        | جوانی لی سو وون         |                     | [ ۱۱ ]        |
| ۲۰۱۷–۲۰۱۸ | اوه مرموز                               | هان کانگ                |                     | [ ۱۲ ]        |
| ۲۰۱۸      | شوهر من اوه جاک دو                      | جوانی اوه جاک دو        |                     | [ ۱۳ ]        |
| ۲۰۱۸      | بیا و بغلم کن                           | جوانی چه دو جین         |                     | [ ۱۴ ]        |
| ۲۰۱۸      | درباره زمان                             | جوانی لی دو ها          |                     | [ ۱۴ ]        |
| ۲۰۱۸      | منشی کیم چشه؟                           | جوانی لی یونگ جون       |                     | [ ۱۵ ]        |
| ۲۰۱۸      | زندگی در مریخ                           | کیونگ هو                | قسمت ۶              | [ ۱۴ ] [ ۱۱ ] |
| ۲۰۱۸      | آی‌دی من خوشگل گانگنامه                  | جوانی دو کیونگ سوک      |                     | [ ۱۶ ]        |
| ۲۰۱۸      | زیبایی درون                             | هان سه گِه               | قسمت‌های ۸، ۹        | [ ۱۶ ]        |
| ۲۰۱۸-۱۹   | رسوایی گانگنام                          | جوانی هونگ سه هیون      |                     | [ ۱۶ ]        |
| ۲۰۱۹      | کشیش بی‌اعصاب                            | جوانی کیم هه ایل        |                     | [ ۱۶ ]        |
| ۲۰۱۹      | بکشش                                    | جوانی کیم سو هیون       |                     | [ ۱۶ ]        |
| ۲۰۱۹      | سرگذشت آسدال                            | جوانی تا گون            |                     | [ ۱۶ ]        |
| ۲۰۱۹      | تماشاگر                                 | جوانی کیم یونگ گون      |                     | [ ۱۶ ]        |
| ۲۰۱۹      | بی‌خانمان                                | چا هون                  | قسمت‌های ۱، ۷، ۹     | [ ۱۶ ]        |
| ۲۰۱۹      | کشور من                                 | جوانی سو هی             |                     | [ ۱۶ ]        |
| ۲۰۲۰      | یکبار دیگر                              | کیم جی هون              |                     | [ ۱۷ ]        |
| ۲۰۲۰      | پادشاه: سلطنت ابدی                      | جوانی کانگ شین جه       |                     | [ ۱۶ ]        |
| ۲۰۲۰      | مشکلی نیست که خوب نباشی                 | جوانی مون گانگ ته       |                     | [ ۱۶ ]        |
| ۲۰۲۰      | آلیس                                    | جوانی پارک جین گیوم     | قسمت‌های ۱، ۷        | [ ۱۶ ]        |
| ۲۰۲۱      | جن‌گیر چوسان                             | شاهزاده بزرگ کانگ نیونگ | ۲ قسمت              | [ ۱۸ ]        |
| ۲۰۲۱      | قاضی شیطان                              | جوانی کانگ یو هان       |                     | [ ۱۹ ]        |
| ۲۰۲۱      | مدرسه ۲۰۲۱                              | جوانی گونگ کی جون       |                     | [ ۲۰ ]        |
| ۲۰۲۲      | بوسه حس ششم                             | جوانی چا مین هو         |                     |               |
| ۲۰۲۳      | آه! یونگ شیم                            | کانگ وو چان             | قسمت ۲              |               |
| ۲۰۲۳      | دیوای جزیره متروک                       | جونگ کی هو              |                     | [ ۲۱ ]        |
| ۲۰۲۳      | درامای ویژه کی‌بی‌اس - روزهای سگی تابستان | کیم یی جون              | فصل ۱۴، قسمت ۵      | [ ۲۲ ]        |
| ۲۰۲۴      | خانواده استثنایی                        | هان جون وو              |                     | [ ۲۳ ]        |
| ۲۰۲۴      | هه‌ری عزیز                               | جوانی جونگ هیون اوه     |                     |               |
| ۲۰۲۴      | کشیش بی‌اعصاب ۲                          | لی سانگ یون             |                     | [ ۲۴ ]        |
| ۲۰۲۵      | افشاگر                                  | قاتل سریالی             | قسمت‌های ۲، ۳        |               |
| ۲۰۲۵      | دشمن عزیز من                            | جوانی بان جو یون        |                     | [ ۲۵ ]        |

## جوایز و نامزدی‌ها
| سال  | جوایز               | دسته                 | اثر نامزد شده                | نتیجه    | منابع  |
| ---- | ------------------- | -------------------- | ---------------------------- | -------- | ------ |
| ۲۰۱۹ | جوایز درامای اس‌بی‌اس | جایزه بازیگری جوانان | بی‌خانمان در نقش چا هوگ       | نامزدشده | [ ۲۶ ] |
| ۲۰۲۰ | جوایز درامای کی‌بی‌اس | بهترین بازیگر جوان   | یکبار دیگر در نقش کیم جی هون | برنده    | [ ۲۷ ] |